# 牛山栄治
牛山 栄治（うしやま えいじ、1899年9月12日 - 1979年2月11日）は、日本の教育者、歴史家。山岡鉄舟の研究の第一人者。

## 経歴
1899年、埼玉県に生まれる。16歳の頃から小倉鉄樹の薫陶を受けた。東京高等師範学校、次いで日本大学で日本史を専攻、卒業後は教育者として中等教育に従事する傍ら、山岡鉄舟の研究に打ち込み多数の著作を残した。
1947年（昭和23年）、東京都中学校長会が発足すると1957年まで副会長を務めたほか、1949年（昭和24年）には文化庁による第1期国語審議会の委員を務めるなど公的な組織にも参加した。
1966年（昭和41年）、日本大学豊山女子高等学校が開校すると初代学長に就任、1970年（昭和45年）まで務めた。後に群馬女子短期大学名誉教授。1979年2月11日、胃がんのため東京都立駒込病院にて死去。79歳。

## 著作
- 『山岡鐡舟先生正傳おれの師匠』春風館 1937年（小倉鐡樹、石津寛との共著）
- 『青年学校普通学科の実際指導』皇国青年教育協会 1940年
- 『山岡鉄舟伝』日本青年館 1942年
- 『新制中学校の一年間』原書房 1949年
- 『危機に立つ子供たち : 明日では遲すぎる学童の性教育』學藝圖書出版社 1952年（古谷綱武、長里清との共著）
- 『巨人西久保弘道』春風館 1956年
- 『明日の国,昨日の国』春風館 1959年
- 『中学生の計算事務・文書事務』暁出版 1960年 （竹内乙彦、藤川敬一、江崎真一、佐藤利兵衛との共著）
- 『山岡鉄舟の一生』春風館 1968年
- 『理想の教師像』春風館 1970年
- 『山岡鉄舟：春風館道場の人々』新人物往来社 1973年